# Рафаелло Казерта
Рафаелло Казерта (італ. Raffaello Caserta, нар. 15 серпня 1972, Неаполь, Італія) — італійський фехтувальник на шаблях, бронзовий призер Олімпійських ігор 1996 року, чемпіон світу.

## Виступи на Олімпіадах
| Олімпіада    | Дисципліна          | Місце |
| ------------ | ------------------- | ----- |
| Атланта 1996 | індивідуальна шабля | 19    |
| Атланта 1996 | командна шабля      | 3     |
| Сідней 2000  | індивідуальна шабля | 19    |
| Сідней 2000  | командна шабля      | 8     |